# تسویتسه
تسویتسه (به لهستانی:  Cewice) یک روستا در لهستان است که در گمینا تسویتسه واقع شده‌است. تسویتسه ۱٬۶۸۷ نفر جمعیت دارد.